# Operación Trueno (película)
Thunderball (título en español: Operación Trueno) es una película británica del género espionaje de 1965, dirigida por Terence Young y protagonizada por Sean Connery como James Bond, agente ficticio de MI6, y coprotagonizada por Adolfo Celi, Claudine Auger, Luciana Paluzzi, Bernard Lee, Desmond Llewelyn y Lois Maxwell en los papeles principales. Es la cuarta entrega de la serie dedicada al agente secreto británico James Bond y la tercera dirigida por Terence Young. El guion está basado en la novela Operación Trueno (Thunderball, en inglés), escrita por el autor británico Ian Fleming en el año 1961, siendo también una historia original entre Kevin McClory, Jack Whittingham y Fleming. El guion original fue escrito por Jack Whittingham, con guion de Richard Maibaum y John Hopkins. La película fue galardonada con el premio Óscar a los mejores efectos visuales. La película habría sido la primera de la serie Bond si no fuera por disputas legales sobre derechos de autor.
La película sigue la misión de Bond de encontrar dos bombas atómicas de la OTAN robadas por SPECTRE, que mantiene al mundo por un rescate de £100 millones en diamantes bajo su amenaza de destruir una metrópolis no especificada en el Reino Unido o en los Estados Unidos (más tarde se revelaría que era Miami). La búsqueda lleva a Bond a las Bahamas, donde se encuentra con Emilio Largo, el #2 de SPECTRE que juega a las cartas y lleva un parche en el ojo. Respaldado por el agente de la CIA Felix Leiter y la amante de Largo, Domino Derval (Domino Vitali en la novela), la búsqueda de Bond culmina en una batalla submarina con los secuaces de Largo. La compleja producción de la película comprendía cuatro unidades y aproximadamente una cuarta parte de la película estaba compuesta por escenas submarinas. Operación Trueno fue la primera película de Bond filmada en pantalla panorámica Panavision y la primera en tener una duración de más de dos horas.
Operación Trueno se asoció con una disputa legal en 1961 cuando los excolaboradores de Ian Fleming, McClory y Whittingham, lo demandaron poco después de la publicación de la novela en 1961, alegando que se basó en el guion que el trío había escrito para una adaptación cinematográfica fallida de James Bond. La demanda se resolvió fuera de los tribunales y los productores de la serie de películas Bond Albert R. Broccoli y Harry Saltzman, temiendo una película rival de McClory, le permitieron conservar ciertos derechos de pantalla sobre la historia, la trama y los personajes de la novela, y McClory recibiría el crédito de productor exclusivo de esta película; Broccoli y Saltzman en cambio sirvieron como productores ejecutivos.
La película tuvo un éxito excepcional: sus ingresos de taquilla en todo el mundo de 141,2 millones de dólares superaron no solo a los de cada uno de sus predecesores, sino a los de cada una de las cinco películas de Bond que le siguieron. "Thunderball" es la película de mayor éxito financiero de la serie en Norteamérica cuando se ajusta a la inflación del precio de las entradas. En 1966, John Stears ganó un Óscar por Mejores Efectos Visuales y el diseñador de producción Ken Adam ganador del BAFTA, nominado para un premio. Algunos críticos y espectadores elogiaron la película y la tildaron de una adición bienvenida a la serie, mientras que otros encontraron la acción acuática repetitiva y la duración excesiva de la película. Es la película, tras Skyfall, más exitosa de la saga con una taquilla estimada de 616 millones de libras esterlinas a 2012. En 1983, Warner Bros. lanzó una segunda adaptación cinematográfica de la novela bajo el título Nunca digas nunca jamás, con McClory como productor ejecutivo.

## Argumento
En la secuencia pre créditos, James Bond (Sean Connery) y su acompañante Madame LaPorte (Maryse Mitsouko) asisten al entierro del coronel Jacques Bouvar (Bob Simmons), #6 de la Organización SPECTRE y responsable de la muerte de varios agentes británicos. Bond observa a la viuda Boitier (Rose Alba) del fallecido, pero ve que al ir a su coche es ella la que abre la puerta y no su chofer, y la sigue hasta su residencia. Bond desenmascara a la viuda desvelando que es el mismo coronel Bouvar. Tras una pelea, Bond mata definitivamente a Bouvar estrangulándolo y huye de la residencia, primero en su Jet Pack y luego en su coche Aston Martin, usando mangueras a presión contra los secuaces de Bouvar que le perseguían.
Bond resulta lastimado tras su pelea con Bouvar y es enviado a un hospital para recuperarse. Allí va a pasar momentos buenos, sobre todo con su terapeuta Patricia Fearing (Molly Peters), además de investigar algunos extraños sucesos que han sucedido dentro de la clínica. Bond será presentado al Conde Lippe (Guy Doleman) y asiste a la cirugía plástica realizada a Angelo Palazzi (Paul Stassino). Ambos son, según la investigación de Bond, agentes de SPECTRE. Lippe (#4 de SPECTRE y exmiembro del sindicato criminal Tong) intenta matar a Bond en una máquina de tracción de la columna vertebral, siendo Bond salvado por Fearing quien posteriormente es seducida por Bond. Más tarde este encierra a Lippe en una máquina de baño de vapor como retaliación. Mientras, Fiona Violpe (Luciana Paluzzi), asesina al servicio de SPECTRE, da muerte al Mayor François Derval (Paul Stassino de nuevo), de las Fuerzas Aéreas de la OTAN. Angelo será el encargado de suplantar al Mayor, tras la operación de cirugía estética que se le había realizado. Bond nota movimientos raros y descubre al verdadero Derval envuelto en vendajes y, tras neutralizar a un agente de SPECTRE, hace sonar la alarma de incendios para que así llegue la policía al lugar.
En esta ocasión, la siniestra organización SPECTRE (Servicio Para la Evasión, Contraespionaje, Terrorismo, Revancha y Extorsión), al mando de su agente número dos, el villano Emilio Largo (Adolfo Celi), hace capturar dos bombas atómicas y amenaza al primer ministro británico con detonarlas en alguna ciudad de Gran Bretaña o Estados Unidos, exigiendo a los gobiernos del mundo el pago de un millón de libras esterlinas. Tras comprobar los avances de SPECTRE provocando el caos a nivel mundial, Ernst Stavro Blofeld, #1 de la Organización, asesina brutalmente al #9 para intimidar al #10, tras comprobar que ambos estaban robando dinero en el tráfico de opio. El plan de Largo se lleva a cabo mientras Largo cuenta su plan a los demás miembros de SPECTRE, con el falso Mayor Derval guiando el avión de la Real Fuerza Aérea con las dos bombas, las cuales son robadas por Largo y la tripulación de su Yate El Disco Volante. Angelo (el falso Derval) es asesinado por querer chantajear a Blofeld para subir sus honorarios, y el avión es ocultado entre plantas acuáticas y estrellas de mar en una zona llena de tiburones. Las bombas son ocultadas en el yate y Largo se lo comunica a Blofeld, quien pone en marcha la fase de extorsión. Bond no se ha recuperado por completo, pero ante la gravedad de la situación recibe un aviso urgente de sus jefes para acudir a una reunión de todos los agentes doble cero. Bond acude a la reunión, siendo perseguido por Lippe, pero este es asesinado por Violpe desde su motocicleta siguiendo órdenes de Blofeld por ser culpable de contratar a Angelo y casi comprometer el plan de Largo.
Bond llega a la reunión con los agentes 00, donde se les alerta de la situación y son enviados a distintos lugares cercanos a la ruta original del avión Vulcan que transportaba las bombas. M (Bernard Lee), el jefe del MI6 (Servicio de Inteligencia Británico) envía a Bond a Florida, Estados Unidos, pero Bond solicita interrogar a la hermana del Mayor Derval (luego de reconocerlo en una fotografía) y pide ir a Nassau, pero M se niega y astutamente Bond hace que Moneypenny (Lois Maxwell) lo haga ir a las Bahamas. Bond llega a Nassau acompañado de Paula Caplan (Martine Beswick), agente del MI6 que lo acompañará en la misión y localiza a Dominique Domino Derval (Claudine Auger), la hermana del Mayor Derval. Domino lleva a Bond a Coral Bay, siendo vigilados secretamente por Quist (Bill Cummings) un agente de SPECTRE quien en palabras de Domino trabaja para su tutor. Cuando almuerza con Bond, Domino decide irse al ver el yate de Largo, evadiendo los encantos del agente.
Esa noche, Bond se dirige al casino, donde se encuentra con Largo, a quien lanza indirectas sobre su relación con SPECTRE y gana a Largo en una partida de Bacará y después invita a cenar a Domino, quien le cuenta su relación con Largo y su parentesco con el mayor Derval. Largo invita a cenar a Bond como modo de aceptar su derrota en el juego. Bond regresa a su hotel, donde descubre que Paula está ausente y en una pequeña grabación descubre en ese momento que alguien está en la habitación, y se encuentra con su amigo y colega Felix Leiter (Rik Van Nutter) y neutraliza a Quist, que había entrado en la habitación para emboscarlo. Bond le quita su arma y le pide contar a sus superiores su fracaso de intentar matarle. A la mañana siguiente el agente llega a Palmyra, la casa de Largo, donde este, sabiendo de su fracaso, ordena que se le arroje a una piscina que contenía dos tiburones. 
Al rato Bond y Leiter se encuentran con Paula, y acompañados de Pinder (Earl Cameron), agente de la CIA, llegan a un pequeño mercado pesquero. Encuentran a Q (Desmond Llewelyn) quien le da sus respectivos gadgets: un reloj con contador geiger integrado, una cámara submarina con rayos infrarrojos y posibilidad de tomar 8 fotos instantáneas, una pistola de bengalas, un minirespirador que permite sumergirse durante cinco minutos y una pastilla radioactiva para dar su localización a la CIA. Bond y Leiter establecen su base en un catamarán, mientras que en Londres se prepara el dinero que SPECTRE exige a cambio de no detonar las bombas atómicas robadas.
Bond y Leiter reciben un aviso desde Londres y Bond se sumerge a investigar el Disco Volante, siendo interceptado por hombres de Largo. Bond sostiene una lucha submarina en la que da muerte a un sicario de Largo, para después abandonar el lugar aparentando haber muerto atropellado por un bote manejado por los sicarios. Bond llega a una playa, donde sube a un auto conducido por la mortífera agente Violpe, quien lleva a Bond de vuelta a Nassau, acelerando la velocidad del vehículo y asustando un poco al agente. Bond muestra al día siguiente las fotos tomadas al yate, donde se ve que este tenía puertas submarinas donde se ocultaron las bombas.
Leiter y Bond continúan vigilando el Disco Volante en el que se encuentra el segundo líder de SPECTRE. En el yate, Largo y Violpe discuten quien matará a Bond y Violpe le garantiza a Largo asesinar al agente. Luego de vigilar, Bond acepta la invitación de Largo y este lo presenta con sus escoltas Vargas (Philip Locke) y Janni (Michael Brennan), Largo pone a prueba a Bond, quien niega conocer a Vargas después de lo sucedido la noche anterior. Largo y Bond practican el tiro disparando a platos con una escopeta y Largo le muestra sus tiburones, una rara especie salvaje y su yate El Disco Volante que alcanza más de 15 nudos. Largo le pide a Domino acompañar a Bond por la noche al carnaval en la ciudad. Mientras, en el hotel, Paula es secuestrada por Violpe y sus sicarios por orden de Largo y obteniendo además las fotos que había tomado Bond al Disco Volante. Ya de noche, Bond y Domino presencian el Junkanoo, Leiter comunica a Bond que Paula ha desaparecido.
Bond se infiltra en casa de Largo, donde sabe que tienen a Paula, y Pinder corta la energía de la isla. Bond logra introducirse en un sótano, donde escucha una conversación entre Vargas y Janni, por la que descubre que Paula se habría suicidado ingiriendo cianuro para evitar delatar a Bond o a Leiter. Bond hace sonar la alarma, llamando la atención de los sicarios y del mismo Largo, Bond lucha contra un sicario en la piscina de los tiburones, de la que escapa luego de haber matado al hombre y evadir a los escualos. 
Bond regresa al hotel, donde descubre a Violpe bañándose y descubre además su membresía con SPECTRE. Ambos tienen relaciones y Bond le pide además ir al Junkanoo. Cuando se disponen a salir, Bond es atrapado por sicarios de Largo y obligado a ir con Violpe a casa de Largo. Durante el carnaval, Bond hace que un transeúnte borracho derrame su botella dentro del auto para así incendiar el mismo y escapar en medio del carnaval. Bond intenta esconderse de Largo y sus secuaces y, metiéndose en un carro de comparsa, logra perderles de vista temporalmente y esconderse entre la multitud. Bond entra en un bar con una pierna herida por un disparo, se da cuenta de que los sicarios de Largo están en el mismo lugar, para disimular invita a una chica a bailar, pero desafortunadamente se encuentra con Violpe quien lo incita a bailar y, cuando los sicarios se preparaban para dispararle a Bond detrás del escenario, Bond usa a Violpe de escudo humano para salvarse. 
Leiter y Bond continúan vigilando el yate Disco Volante en el que se encuentra el líder de SPECTRE. Mientras, en la sede de la OTAN en Londres, se preparan para pagar el rescate y M pide un poco más de tiempo para que Bond rescate las bombas. Bond y Leiter llegan a la Gruta dorada, un sitio lleno de tiburones en medio del mar. Tras sospechar que el avión hundido esta en el lugar, Leiter mata a un tiburón para distraer a los demás y dejar a Bond sumergirse para investigar. Una vez en el agua descubre el avión, cubierto de una red que contenía algas marinas y el cadáver de Angelo en el lugar del Mayor Derval. Saca las placas militares del mismo y su reloj, y posteriormente cuenta a Leiter su descubrimiento, con la sospecha de que las bombas aún estaban en el yate Disco Volante de Largo. 
Bond se encuentra con Domino y ésta le pide irse, pero Bond le muestra el reloj y las placas de la OTAN pertenecientes a su hermano asesinado y le pide a Domino que la ayude a vencer a Largo, esta acepta ayudar a Bond usando la cámara submarina para buscar las bombas que prepara SPECTRE. Vargas vigila a ambos, pero Bond logra acabar con este disparándole con un arpón. Domino le menciona una construcción cercana a la casa de Largo. Una vez en ella, Bond alerta a la CIA tomando la pastilla radioactiva. Largo y sus secuaces se preparan para sacar las bombas mientras que Leiter y la CIA reciben la señal de Bond, quien se infiltra entre los secuaces de Largo y descubre la localización de las bombas en una gruta secreta submarina. Las bombas son puestas en un pequeño submarino, Bond es descubierto y lucha contra un buzo al servicio de Largo hasta matarlo. 
Bond continua siguiendo la pista de las bombas, al tiempo que Largo descubre que Domino está ayudando a Bond y por ello la tortura. Ladislav Kutze (George Pravda), científico nuclear al servicio de Largo, pide a este preparar las bombas. Mientras, Leiter y los marines rescatan a Bond de un pequeño islote, donde Bond les avisa de que la primera bomba será lanzada a Miami. Para frustrar los planes de Largo son lanzados varios marines para evitar el transporte de la bomba y se desencadena una batalla entre los marines y los sicarios de SPECTRE. Bond se sumerge usando una unidad de propulsión submarina de Q y lucha contra los hombres de Largo, que acaban siendo derrotados. Bond persigue a los pocos sobrevivientes de SPECTRE, mientras que el submarino que contenía las bombas es rescatado por los marines. El Disco Volante intenta huir desacoplando su popa, pero Bond logra entrar al puente del yate, donde accidentalmente sube la velocidad del barco y se enfrasca en una batalla contra Largo, mientras que Kutze libera a Domino. Tras una pelea con Largo, éste logra tomar un arma y se dispone a matar a Bond pero Domino mata a Largo disparándole un arpón, vengando así la muerte de su hermano. Ante una inminente colisión, Bond y Domino saltan del yate junto con Kutze (usando este un salvavidas) y el Disco Volante se estrella, explotando con el cadáver de Largo, Janni y unos pocos sicarios que estaban con él.
La película termina con Bond y Dómino siendo rescatados por un avión, usando el "sky hook" o gancho del cielo.

## Reparto
- Sean Connery - James Bond: Un agente del MI6 asignado para recuperar dos armas nucleares robadas.
- Claudine Auger - Dominique "Domino" Derval (voz doblada por Nikki van der Zyl):[11] Dominique "Domino" Derval (Vitali en la novela) es la amante de Largo. En los primeros borradores del guion, el nombre de Domino era Dominetta Palazzi. Cuando Claudine Auger fue elegida como Domino, el nombre se cambió a Derval para reflejar su nacionalidad.[12] El vestuario del personaje refleja su nombre, ya que suele vestirse de blanco y/o negro.
- Adolfo Celi - Emilio Largo (voz doblada por Robert Rietty):[13] Número 2 de SPECTRE, crea un plan para robar dos bombas atómicas y pedir rescate por ellas.
- Luciana Paluzzi - Fiona Volpe: asesina al servicio de SPECTRE quien se convierte en la amante de Francois Derval para matarlo y reemplazarlo con su doble y luego ayuda con el complot de Largo en Nassau.
- Rik Van Nutter - Felix Leiter: Colega y amigo de Bond de la CIA.
- Guy Doleman - Conde Lippe: agente SPECTRE (Número 4) a cargo de la operación de sustitución de Derval por Angelo.
- Molly Peters (voz doblada por Barbara Jefford) - Patricia Fearing: Una fisioterapeuta en la clínica de salud.
- Martine Beswick - Paula Caplan: Aliada de Bond en la CIA en Nassau que es secuestrada por Vargas y Janni y luego se suicida.
- Bernard Lee - "M": Director de MI6.
- Desmond Llewelyn - "Q": Intendente del MI6, proporciona a Bond vehículos y artilugios polivalentes útiles para las misiones de este último.
- Lois Maxwell - Moneypenny: Secretaria de M.
- Roland Culver - Ministro del Interior: Ministro británico que informa a los agentes "00" de la Operación Trueno y tiene dudas sobre la eficacia de Bond.
- Earl Cameron - Pinder: Agente de la CIA en las Bahamas que sirve como contacto de Bond y Leiter en Nassau.
- Paul Stassino - François Derval/Angelo Palazzi (crédito solo para Palazzi): François Derval es un piloto de la Fuerza Aérea francesa asignado al personal de la OTAN y también al hermano de Domino. Angelo lo mata, quien se hace pasar por él. Angelo secuestra el avión, pero Largo ordena su asesinato por intentar extorsionarlo por más dinero.
- Rose Alba - Madame Boitier, supuestamente la viuda del coronel Jacques Bouvar, mientras que en realidad "ella" es Bouvar disfrazada.
- Philip Locke - Vargas: Asistente personal y secuaz principal de Largo.
- George Pravda - Ladislav Kutze: Un físico nuclear, ayuda a Largo con las bombas capturadas, pero cuando Largo hace caso omiso de las autoridades que les disparan, se compadece y rescata a Domino.
- Michael Brennan - Janni: uno de los secuaces de Largo, generalmente emparejado con Vargas
- Leonard Sachs - Capitán Prichard: Enlace de Bond con la RAF durante la Operación Trueno.
- Edward Underdown - Vicealmirante, un oficial superior de la RAF que informa a los agentes 00 sobre el alcance del Vulcan desaparecido y su desaparición.
- Reginald Beckwith - Kenniston, asistente del Ministro de Interior.
- Harold Sanderson - Capitán del Hidroala.

Reparto no acreditado:
- Maryse Guy Mitsouko - Madame LaPorte, una agente del Servicio Secreto Francés (no acreditada)
- Bob Simmons - Coronel Jacques Bouvar, Número 6 de SPECTRE, asesinado por Bond en la secuencia pre-créditos (no acreditado)
- Anthony Dawson - Ernst Stavro Blofeld (voz doblada por Eric Pohlmann): Líder de SPECTRE (ambos no acreditados)
- Bill Cummings - Quist: uno de los secuaces de Largo, Bond lo salva tras capturarlo, pero lo arroja a los tiburones por orden de Largo. (no acreditado)
- Murray Kash - Número 11 de SPECTRE, un miembro estadounidense de SPECTRE que informa sobre una misión de tráfico de drogas dirigida conjuntamente por él y el Número 9.
- André Maranne - Número 10 de SPECTRE, un miembro de alto rango francés de SPECTRE que informa sobre el asesinato de un desertor francés en la URSS. (no acreditado)
- Clive Cazes - Pierre Borraud, Número 9 de SPECTRE, un miembro francés de alto nivel de SPECTRE que es asesinado por electrocución por Blofeld por malversar el dinero de SPECTRE. (no acreditado)
- Michael Smith - Número 8 de SPECTRE, Miembro de alto nivel de SPECTRE. (no acreditado)
- Cecil Cheng - Número 7 de SPECTRE, un japonés miembro de alto nivel de SPECTRE que informa sobre una misión de chantaje. (no acreditado)
- Philip Stone - Número 5 de SPECTRE, un inglés miembro de alto nivel de SPECTRE que informa sobre cómo ayudar a planificar el robo del Tren. (no acreditado)
- Victor Beaumont - Número 3 de SPECTRE, otro miembro de alto nivel de SPECTRE. (no acreditado)
- Ronald Livens - Tripulante de tierra (no acreditado)

## Producción

### Disputas legales
Originalmente pensada como la primera película de James Bond, Operación Trueno fue el centro de disputas legales que comenzaron en 1961 y se prolongaron hasta 2006. En 1961, Ian Fleming publicó su novela basada en un guion de televisión que él y otros desarrollaron en el guion cinematográfico; los esfuerzos fueron improductivos y Fleming amplió el guion en su novena novela de James Bond. En consecuencia, uno de sus colaboradores, Kevin McClory, lo demandó por plagio; llegaron a un acuerdo extrajudicial en 1963. Los excolaboradores de Ian Fleming; Kevin McClory y Jack Whittingham demandaron a Fleming poco después de la publicación en 1961 de la novela Operación Trueno, alegando que se basó en el guion que el trío había escrito anteriormente. una adaptación cinematográfica fallida de James Bond. La demanda se resolvió fuera de los tribunales; McClory retuvo ciertos derechos de pantalla sobre la historia, la trama y los personajes de la novela. Para entonces, Bond era un éxito de taquilla, y los productores de la serie Broccoli y Saltzman temían una película rival de McClory fuera de su control; aceptaron el crédito de productor de McClory de en la película, con ellos como productores ejecutivos.
Más tarde, en 1964, los productores de Eon, Broccoli y Saltzman, acordaron con McClory adaptar cinematográficamente la novela; fue promocionado como "Thunderball de Ian Fleming". Sin embargo, junto con los créditos oficiales a los guionistas Richard Maibaum y John Hopkins, el guion también se identifica como 'basado en un guion original de Jack Whittingham y como basado en la historia original de Kevin McClory, Jack Whittingham e Ian Fleming' . Hasta la fecha, la novela se ha adaptado cinematográficamente en dos ocasiones; Nunca digas nunca jamás, producida por Jack Schwartzman en 1983, protagonizada por Sean Connery como James Bond, pero no es una producción oficial de Eon.

### Casting
La elección original de Broccoli para el papel de Domino Derval fue Julie Christie, curiosamente nominada para interpretar a Honey Rider en Dr. No, siguiendo su actuación en la película Billy Liar en 1963. Sin embargo, al conocerla personalmente, se sintió decepcionado y dirigió su atención hacia Raquel Welch después de verla en la portada del número de octubre de 1964 de la revista Life. Welch, sin embargo, fue contratada por Richard Zanuck de 20th Century Fox en su lugar para trabajar en la película Fantastic Voyage ese mismo año. Faye Dunaway también fue considerada para el papel y estuvo a punto de obtenerlo. Saltzman y Broccoli a audicionaron una extensa lista de actrices y modelos europeas relativamente desconocidas, incluyendo la ex-Miss Italia Maria Grazia Buccella, Yvonne Monlaur de las películas Hammer horror, y Gloria Paul. Finalmente, la ex Miss Francia Claudine Auger fue elegida y el guion se reescribió para que su personaje fuera francés en lugar de italiano, aunque sus líneas fueron dobladas en el corte final por Nikki van der Zyl, quien había doblado a varias chicas Bond anteriores. Sin embargo, el director Young la eligió una vez más en su próxima película, Triple Cross (1966). Una de las actrices que audicionó para Domino, Luciana Paluzzi, más tarde aceptó el papel de la asesina femme fatalle pelirroja Fiona Kelly, quien originalmente fue pensada por Maibaum como irlandesa. El apellido se cambió a Volpe en coordinación con la nacionalidad de Paluzzi.

### Rodaje
Guy Hamilton fue invitado a dirigir, pero se consideró agotado y "creativamente agotado" después de la producción de Goldfinger. Terence Young, director de las dos primeras entregas, regresó a la franquicia. Coincidencialmente, cuando Saltzman invitó a Young a dirigir Dr. No, Young expresó interés en dirigir las adaptaciones de Dr. No, From Russia with Love y Operación Trueno. Años más tarde, Young dijo que Operación Trueno se filmó "en el momento adecuado", considerando que si fuera la primera película de la serie, el bajo presupuesto (Dr. No costaba solo $1 millón) no habría dado buenos resultados. Operación Trueno fue la última película de Bond dirigida por Young. Dado el gran éxito de los tres primeros episodios, que habían logrado triunfar incluso en el difícil mercado estadounidense, y debido a la cada vez mayor demanda del mercado publicitario, ansioso por apoyar sus campañas con la imagen de 007, los productores decidieron, de acuerdo con United Artists, elevar el presupuesto de producción hasta la cifra, muy notable para la época, de 5.500.000 dólares. 
El rodaje comenzó el 16 de febrero de 1965, con la fotografía principal de la escena inicial en París. La filmación luego se trasladó al Château d'Anet, cerca a Dreux, Francia, para la pelea en secuencia previa al crédito. Gran parte de la película se rodó en las Bahamas; la película es ampliamente conocida por sus extensas escenas de acción bajo el agua que se desarrollan durante gran parte de la segunda mitad de la película. El resto de la película se rodó en Pinewood Studios, Buckinghamshire, en el Circuito de Silverstone para la persecución que involucra al Conde Lippe, la motocicleta BSA Lightning de Fiona Volpe armada con RPG y el Aston Martin DB5 de James Bond antes de ir a Nassau, e Isla Paradise en las Bahamas (donde se filmó la mayor parte del metraje), y Miami. Huntington Hartford dio permiso para filmar metraje en Isla Paradise y se le agradece al final de la película.

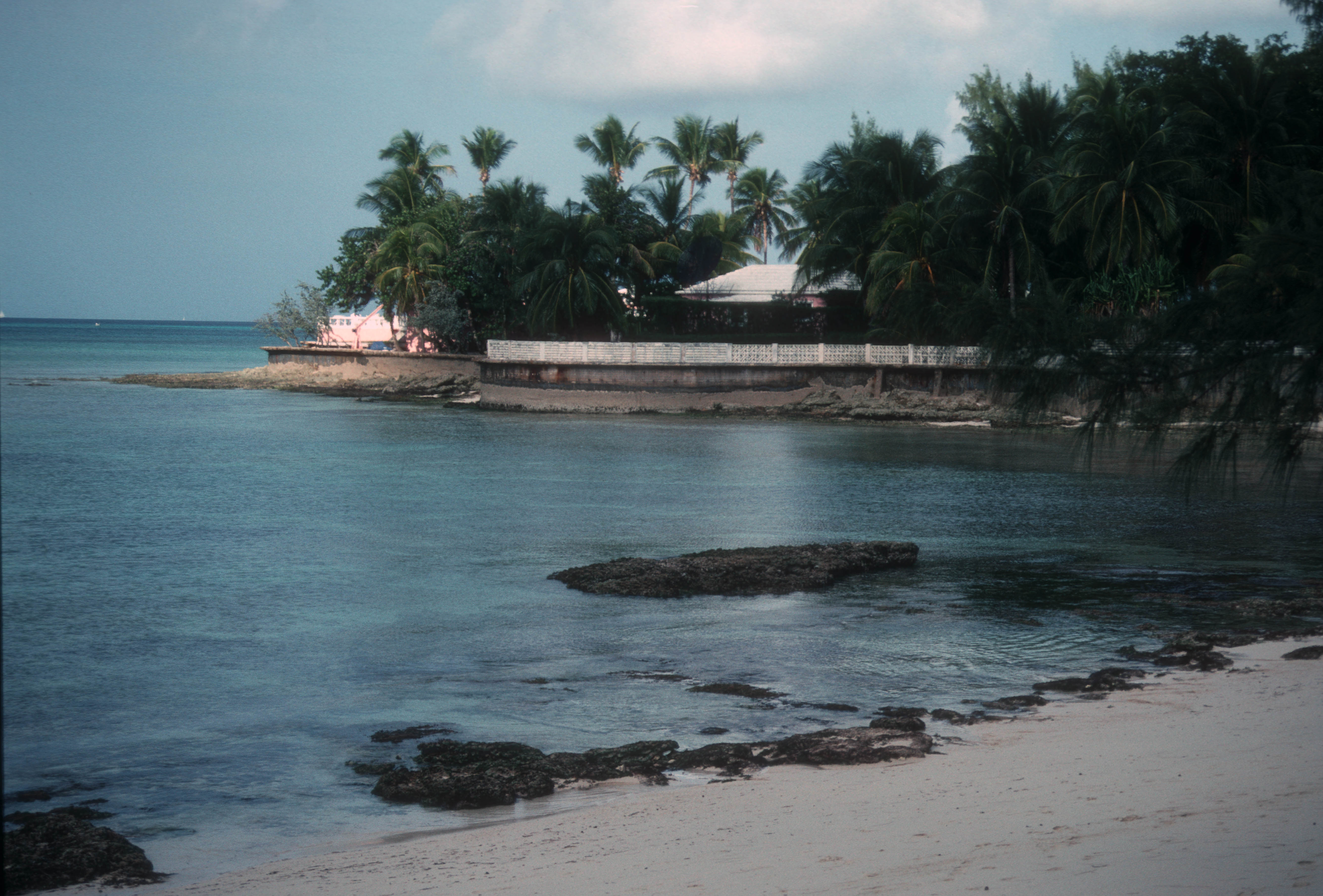
Casa usada como residencia de Largi en la película

Al llegar a Nassau, McClory buscó lugares para filmar muchas de las secuencias clave de la película y utilizó la casa de una pareja de millonarios locales, los Sullivan, para la propiedad de Largo, Palmyra. Parte del asalto submarino SPECTRE también se filmó en los terrenos costeros de la casa de otro millonario en la isla. Muchas de las escenas submarinas fueron rodadas en marea baja debido a la presencia de tiburones.
Después de leer el guion, Connery se dio cuenta del riesgo de la secuencia con los tiburones en la piscina de Largo e insistió en que el diseñador de producción Ken Adam construya una partición de Plexiglas dentro de la piscina. La barrera no era una estructura fija, por lo que cuando uno de los tiburones logró atravesarla, Connery huyó de la piscina, a segundos del ataque. Ken Adam declaró al diario británico The Guardian,
Tuvimos que usar efectos especiales, pero a diferencia de los efectos especiales de hoy, eran reales. El jet pack que usamos en Operación Trueno era real, fue inventado para el ejército de los Estados Unidos. Malditamente peligroso, y solo duró un par de minutos. El asiento eyector del Aston Martin era real y el barco de Emilio Largo, el "Disco Volante", era real. Tenías botes a motor en ese momento, pero no había yates de buen tamaño que pudieran viajar a 40 o 50 nudos, por lo que fue un gran problema. Pero al combinar un hidroala, que compramos en Puerto Rico por $ 10,000, y un catamarán, al menos parecía un gran yate. Combinamos los dos cascos con un perno deslizante de una pulgada y cuando se partieron funcionó como un sueño. Usamos muchos tiburones para esta película. Alquilé una villa en las Bahamas con una piscina de agua salada que llenamos de tiburones y usamos para filmar bajo el agua. El olor era espantoso. Aquí fue donde Sean Connery estuvo a punto de ser mordido. Teníamos un pasillo de plexiglás para protegerlo, pero yo no tenía suficiente plexiglás y uno de los tiburones pasó. Nunca salió de una piscina más rápido en su vida: caminaba sobre el agua.
Cuando el coordinador de efectos especiales John Stears proporcionó un tiburón supuestamente muerto para ser remolcado alrededor de la piscina, el tiburón, que todavía estaba vivo, revivió en un momento. Debido a los peligros en el set, el especialista Bill Cummings exigió una tarifa adicional de 250 libras esterlinas para duplicarla para el compañero de Largo, Quist, cuando lo arrojaron al grupo de tiburones.
La culminante batalla submarina se filmó en Clifton Pier y fue coreografiada por un experto de Hollywood llamado Ricou Browning, quien había trabajado en Creature From the Black Lagoon en 1954 y otras películas. Fue responsable de la puesta en escena de la secuencia de la cueva y las escenas de batalla debajo de "Disco Volante" y llamó a su equipo especializado de buzos quienes interpretaron a los onvolucrados en el ataque; marines y sicarios de SPECTRE. Voit proporcionó gran parte del equipo submarino a cambio de publicidad por emplazamiento y mercadería ligada a películas. Lamar Boren, un fotógrafo submarino, fue contratado para filmar todas las secuencias. El rodaje culminó en mayo de 1965, y la escena final filmada fue la pelea física en el puente de "Disco Volante".
Mientras estaba en Nassau, durante los últimos días de rodaje, al supervisor de efectos especiales John Stears se le suministró combustible para cohetes experimentales para utilizarlo en la explosión del yate de Largo. Ignorando el verdadero poder del líquido volatile, Stears empapó todo el yate con él, se puso a cubierto y luego detonó el barco. La explosión masiva resultante rompió ventanas a lo largo de Bay Street en Nassau, aproximadamente a 30 millas de distancia. Stears ganó un Oscar por su trabajo en Operación Trueno.
A medida que la filmación se acercaba a su conclusión, Connery se había vuelto cada vez más agitado por la intrusión de la prensa y estaba distraído con dificultades en su matrimonio de 32 meses con la actriz. Diane Cilento. Connery se negó a hablar con los periodistas y fotógrafos que lo siguieron en Nassau, expresando su frustración por el acoso que venía con el papel; “Encuentro que la fama tiende a convertir a uno de actor y ser humano en una mercancía, una institución pública. Bueno, no pretendo pasar por esa metamorfosis”. Al final concedió una sola entrevista, a Playboy, cuando terminó la filmación, e incluso rechazó una tarifa sustancial para aparecer en un especial de televisión promocional hecho por Wolper Productions para NBC, titulado El increíble mundo de James Bond. De acuerdo con el editor Peter R. Hunt, 'El lanzamiento de 'Thunderball' se retrasó tres meses, desde septiembre hasta diciembre de 1965, después de que conoció a David Picker de United Artists y lo convenció de que sería imposible editar la película a un nivel suficientemente alto sin el tiempo extra.

#### Locaciones
Localizaciones de la película
- Castillo de Anet, Francia, donde transcurre la secuencia pre créditos.
- París, Francia:
- Clínica de Shrublands
- Londres, Reino Unido.
- Nassau, Bahamas.

Localizaciones de las escenas de acción
Filmada en el Mar Caribe, Operación Trueno contribuyó en gran medida a la popularización de los escenarios submarinos y a la práctica del buceo como actividad recreativa. Cuando el equipo de filmación se encontraba en Nassau, capital del archipiélago de las Bahamas, durante uno de los días finales de la filmación de la pelea submarina, John Stears, supervisor de efectos especiales, había preparado un cohete lleno de combustible que se usaría para volar el yate de Largo, el Disco Volante. Dicho cohete tuvo un coste de medio millón de dólares de la época. Sin anticipar la volatilidad que tenía el combustible, Stears llenó el yate entero de este y se alejó a una distancia considerable del mismo. Cuando el proyectil del yate fue detonado, la explosión fue tan potente que se rompieron las ventanas de la Bay Street en un radio de treinta millas.
- Estudios Pinewood, Buckinghamshire.
- Chateau d'Anet, cerca de Dreux, Francia - Pelea entre Bond y Bouvar.
- París, Francia - Exterior de los cuarteles de SPECTRE.
- Circuito de carreras de Silverstone - Incidente entre el Conde Lippe, Fiona Volpe y el Aston Martin DB5 de Bond.
- Café Martinique, Isla Paraíso, Nassau, Bahamas.

### Efectos especiales
Gracias al encargado de efectos especiales John Stears, el adelanto de la secuencia pre-créditos de Operación Trueno, el Aston Martin DB5 (presentado en Goldfinger), reaparece armado con disparos traseros de un cañón de agua, apareciendo notablemente erosionado, solo polvo y suciedad, levantados momentos antes por el aterrizaje de Bond con el Jet Pack (desarrollado por Bell Aircraft Corporation). El Jet Pack que Bond utiliza para escapar del castillo funcionó y se usó muchas veces, antes y después, para entretenimiento, sobre todo en el Super Bowl I y en actuaciones programadas en la Feria Mundial de Nueva York de 1964-1965. Este aparato apareció brevemente en la película Otro día para morir y también en el videojuego Desde Rusia con amor.
Bond recibe un equipo de buceo submarino armado con una pistola de arpones (que le permite al hombre rana maniobrar más rápido que otros hombres rana). Diseñado por Jordan Klein, el tinte verde estaba destinado a ser utilizado por Bond como una cortina de humo para escapar de los perseguidores. En cambio, Ricou Browning, el director submarino de la película, lo usó para hacer que la llegada de Bond fuera más dramática.

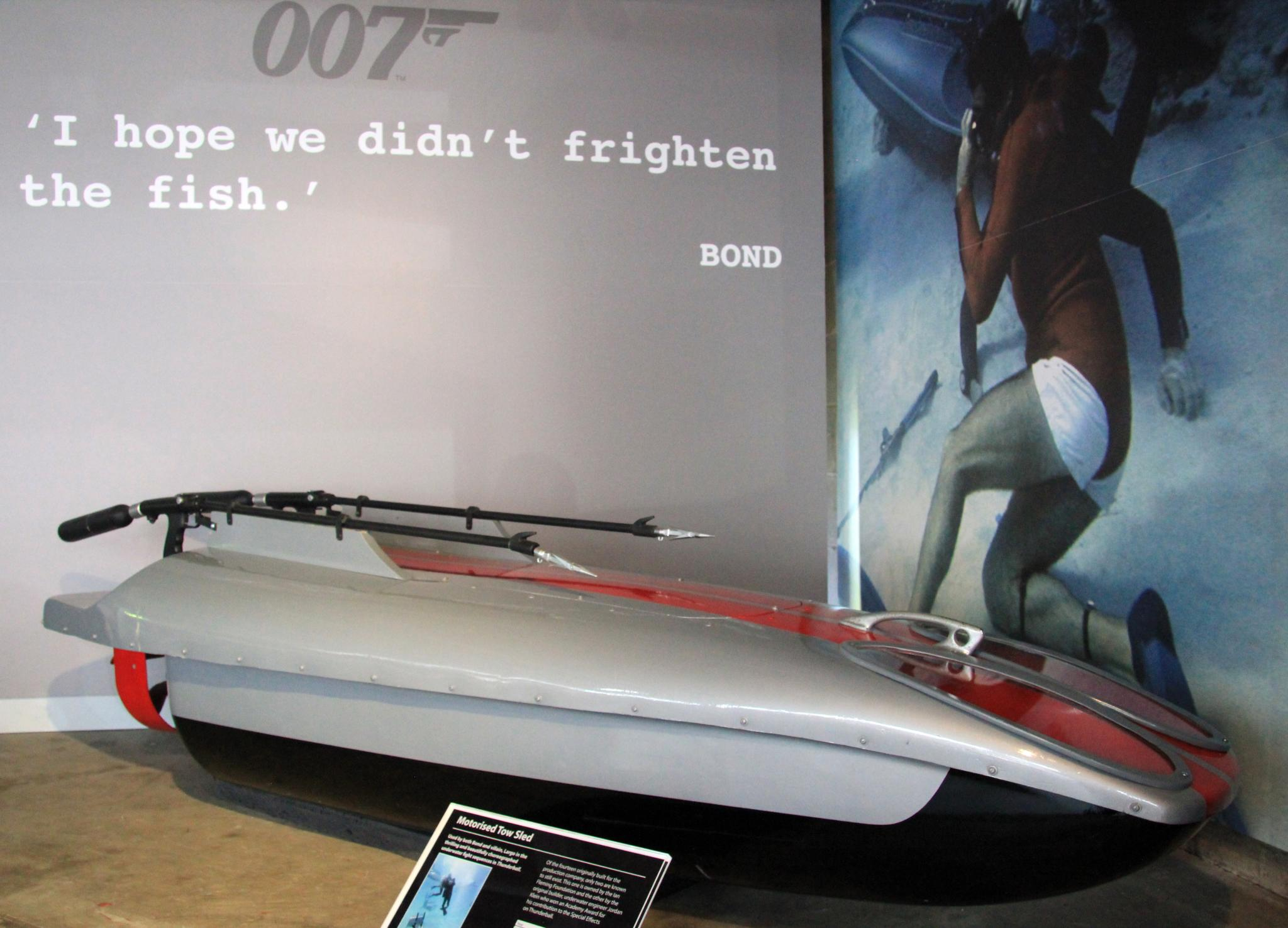
Unidad acuática de SPECTRE usada en la película.

El gancho del cielo utilizado para rescatar a Bond al final de la película era un sistema de rescate utilizado por el ejército de los Estados Unidos en ese momento. En la película, Q le proporciona a Bond otros artefactos durante la película, que le son dados a Bond en el campo de batalla. Estos incluían: una píldora que, una vez tragada, emitía una señal que ayudaba a los cuarteles generales a rastrear al agente; un reloj sumergible que funcionaba como un contador Geiger y una cámara que tomaba ocho fotos con luz infrarroja al oprimir el botón y también funcionaba como un contador Geiger. Finalmente, a Bond le es dado un pequeño respirador que puede ser portado sin que nadie lo note, y, cuando se usa, provee unos minutos de aire en caso de emergencia bajo el agua (4 minutos, de acuerdo a la película). En el lanzamiento de Operación Trueno, hubo confusión sobre si existía un respirador como el que aparece en la película; la mayoría de los dispositivos de Bond, aunque inverosímiles, a menudo se basan en tecnología real. En el mundo real, un respirador no podría ser tan pequeño, ya que no tiene espacio para la bolsa de respiración, mientras que el equipo de buceo de circuito abierto alternativo libera burbujas de exhalación, lo que no ocurre con el dispositivo de película. Se hizo con dos botellas de CO2 pegadas y pintadas, con una pequeña boquilla adjunta. Por esta razón, cuando el Cuerpo Real de Ingenieros le preguntó a Peter Lamont cuánto tiempo podía un hombre usar el dispositivo bajo el agua, la respuesta fue "Mientras puedas contener la respiración". En la edición especial en DVD, con motivo del 40 aniversario del inicio de las películas de Bond, se dice que algunas organizaciones gubernamentales pensaron que este "respirador" era real. Este sirvió de inspiración para la película de Star Wars, La amenaza fantasma.
El 26 de junio de 2013, la casa de subastas Christie's vendió el reloj Top Time de Breitling S.A. usado en la película por Connery por más de £100,000; dado a Bond por Q, también era un contador Geiger en la trama.

### Banda sonora
"Thunderball" fue la tercera banda sonora de James Bond compuesta por John Barry, después de From Russia with Love y Goldfinger. Originalmente el tema que saldría en la secuencia de precréditos de Operación Trueno se llamaría "Mr. Kiss-Kiss, Bang-Bang", que fue escrito por John Barry y Leslie Bricusse. El título fue tomado de un periodista italiano que en 1962 apodó a James Bond como Mr. Kiss Kiss, Bang Bang. El tema del título fue escrito por Barry y Leslie Bricusse; la canción originalmente grabada por Shirley Bassey, pero al final del día se dio cuenta de que la pista era demasiado corta para los títulos necesarios. Como Bassey no estaba disponible, más tarde fue regrabado por Dionne Warwick con una introducción instrumental más larga. Su versión no se lanzó hasta la década de 1990. La canción fue eliminada de los créditos del título después de que los productores Albert R. Broccoli y Harry Saltzman estuvieran preocupados de que el tema principal de una película de James Bond no funcionaría bien si la canción no tuviera el título del película en su letra. John Barry se asoció con Don Black y escribieron "Thunderball". "Thunderball" fue cantada por Tom Jones, quien, de acuerdo a los productores, se desmayó en el set de grabación cuando cantaba la nota final de la canción. Jones dijo acerca de la nota final: "Cerré mis ojos y mantuve la nota por tanto tiempo que cuando abrí los ojos el set estaba aturdido". En 1996, Weird Al Yankovic parodió el famoso final en la comedia de espías Spy Hard, sin embargo, en lugar del aumento de voz que Jones hizo, la cabeza de Yankovic explotó al final de la canción principal.
El músico country Johnny Cash también envió una canción a las Eon Productions también titulada "Thunderball", pero no fue utilizada.
El resto de la banda sonora de Operación Trueno fue compuesta por John Barry; esta fue su tercera banda sonora para la serie. La banda sonora estaba sin terminar antes del estreno de la película y cuando el álbum de la banda sonora salió a las tiendas. La banda sonora original tenía doce canciones, sobre la primera mitad de la película; las últimas siete canciones fueron lanzadas por primera vez cuando la banda sonora salió en CD en los inicios de los años 2000s.

#### Canciones
- 1. Thunderball — Tom Jones.
- 2. Chateau Flight.
- 3. The Spa.
- 4. Switching the Body.
- 5. The Bomb.
- 6. Café Martinique.
- 7. Thunderball.
- 8. Death of Fiona.
- 9. Bond Below Disco Volante.
- 10. Search for the Vulcan.
- 11. 007.
- 12. Mr. Kiss Kiss Bang Bang.
- 13. Gunbarrel/ Traction Table / Gassing the Plane / Car Chase.
- 14. Bond Meets Domino / Shark Tank / Lights out for Paula / For King and Country.
- 15. Street Chase.
- 16. Finding the Plane / Underwater Ballet / Bond with SPECTRE Frogmen / Leiter to the Rescue / Bond Joins Underwater Battle.
- 17. Underwater Mayhem / Death of Largo / End Titles.
- 18. Mr. Kiss Kiss Bang Bang (Mono) — Dionne Warwick.

## Estreno y recepción
La película se estrenó el 9 de diciembre de 1965 en el Teatro Hibiya de Tokio y se estrenó el 29 de diciembre de 1965 en el Reino Unido. Fue un gran éxito de taquilla con ganancias récord. En su inauguración en Tokio en un teatro, recaudó un día de apertura récord japonés de $ 13,091 y al día siguiente estableció un récord en un día bruto de $16,121. Recaudó $ 63,6 millones en los Estados Unidos, lo que equivale a aproximadamente 58,1 millones de admisiones, y se convirtió en la tercera película más taquillera de 1965, solo detrás de The Sound of Music y Doctor Zhivago. En total, la película ha recaudado 141,2 millones de dólares en todo el mundo, superando las ganancias de las tres películas anteriores de la serie, recuperando fácilmente su presupuesto de 9 millones de dólares, y siguió siendo la película de Bond con mayor recaudación hasta que Vive y deja morir (1973) asumió el récord. Después de ajustar sus ganancias a los precios de 2011, ha ganado alrededor de mil millones de dólares, lo que la convierte en la segunda película de Bond con mayor éxito financiero después de Skyfall.

### Premios y nominaciones
La película ganó un premio Óscar a los mejores efectos visuales otorgado a John Stears en 1966. Ken Adam, el director de producción, también fue nominado para un premio BAFTA al Mejor Diseño de Producción. La película ganó el premio Golden Screen en Alemania y el premio Golden Laurel Action Drama en los premios Laurel de 1966. La película también fue nominada para un premio Edgar como Mejor Película Extranjera en los Premios Edgar Allan Poe.

### Reseñas contemporáneas
Tras su lanzamiento, la película recibió críticas generalmente positivas. Dilys Powell del diario The Sunday Times comentó después de ver la película que "El cine era un lugar más aburrido antes de 007". David Robinson, del diario Financial Times, criticó la aparición de Connery y su eficacia para interpretar a Bond en la película, y señaló: "No es solo que Sean Connery se vea mucho más demacrado y menos heroico que hace dos o tres años, pero hay mucho menos esfuerzo para establecerlo como un playboy conocedor. Aparte de la orden despreocupada de Beluga, hay poco de esa demostración cómica de bon viveur-manship que fue uno de los encantos del casi caballero 007 de Connery".
Bosley Crowther del The New York Times encontró la película era más divertida que sus entregas anteriores y sintió que Operación Trueno también es bonita, y está lleno de acción submarina que haría las delicias del capitán Jacques-Yves Cousteau". Además, concluyó su reseña con elogios para los actores principales y escribió: "El color es hermoso. El paisaje en las Bahamas es un atractivo irresistible. Incluso la violencia es divertida. Eso es lo mejor que puedo decir de una película de Bond". Variety sintió que la película era un "melodrama apretado y emocionante en el que la novedad de la acción figura de manera importante". Philip K. Scheuer, que comentaba para Los Angeles Times, estaba menos impresionado con la escritura de la película: "Es lo mismo que sus predecesoras, solo que más: demasiado de todo, desde el deseo repentino hasta el deseo repentino". Además, escribió: "Las secuencias submarinas son tan bonitas como pueden ser en Technicolor, con además de peces y bípedos con aletas, todo tipo de campanas de buceo impresionantes y trineos marinos motorizados, sin mencionar un arsenal de armas de fuego letales. Si pudiera haber apenas sabían más de la mitad del tiempo qué estaban haciendo, precisamente, el efecto podría haber sido aún más bonito". La revista Time aplaudió la fotografía submarina de la película, pero sintió que "el guion no tiene ni un ápice de ingenio genuino, pero los fanáticos de Bond, que están precondicionados para rodar por los pasillos cuando su héroe simplemente le pide a un camarero que le traiga un poco de caviar beluga y Dom Pérignon '55, Probablemente nunca se dará cuenta. Están encendidos por una leyenda que juega directamente a los sentidos, y sus colores son primarios."

### Reseñas reflexivas
Según Danny Peary, Operación Trueno "tarda una eternidad en empezar y tiene demasiadas secuencias submarinas largas durante las cuales es imposible saber qué está pasando. Sin embargo, es una entrada agradable en la serie Bond. Sean Connery es particularmente atractivo como Bond. Creo que proyecta más confianza que en otras películas de la serie. La película no tiene una escena  grandiosa , pero es entretenida siempre que los actores se mantengan a flote".
Críticos como James Berardinelli elogiaron la actuación de Connery, el personaje de "femme fatale" de Fiona Volpe y las secuencias de acción bajo el agua, destacando que estaban bien coreografiadas y filmadas con claridad. Sin embargo, criticó la duración de las escenas, afirmando que necesitaban edición, particularmente durante el clímax de la película. En Rotten Tomatoes, la película tiene una calificación de "Fresca certificada" del 86% basada en 48 reseñas con una calificación promedio de 6.81 / 10. El consenso del sitio web dice: "Escenarios generosamente renderizados y el encanto perdurable de Sean Connery hacen de Operación Trueno una gran y divertida aventura, incluso si no está a la altura de las alturas anteriores de la serie". En 2014, la revista Time Out encuestó a varios críticos de cine, directores, actores y dobles de riesgo para enumerar sus mejores películas de acción; la película figuró en el puesto 73.